# Christine McVie
Christine McVie, registrada al nacer como Anne Christine Perfect (Bouth, Lancashire, Inglaterra, 12 de julio de 1943-Londres, 30 de noviembre de 2022) fue una música y compositora británica, vocalista y tecladista de la banda de rock Fleetwood Mac. Inició su carrera musical en la agrupación británica Chicken Shack, en la que participó en dos discos de estudio, hasta que en 1970 y gracias a la oportunidad ofrecida por Peter Green, ingresó en Fleetwood Mac. En la banda londinense se convirtió en una de sus voces principales, y también en una de sus importantes compositoras durante más de veinticinco años.
En 1998 ingresó en el Salón de la Fama del Rock como miembro de Fleetwood Mac, y al poco tiempo se retiró de manera voluntaria de la banda. Durante cerca de 15 años estuvo alejada de la escena musical, hasta que en 2013 apareció en un show en vivo con sus excompañeros, que sirvió como preludio para su regreso al grupo, celebrado oficialmente el 13 de enero de 2014. 
Por otro lado, posee una carrera como solista con tres discos de estudio, y además colaboró con otros artistas,  como con el vocalista Dennis Wilson, en la canción «Love Surrounds Me», para el disco L.A. (Light Album), de The Beach Boys; y con Christopher Cross, en el tema «Never Stop Believing», en su álbum Back of My Mind, de 1988, entre otras participaciones.[cita requerida]

## Biografía

### Vida personal y primeros pasos en la música
Nació en la pequeña villa de Bouth en el Distrito de los Lagos en Inglaterra, pero creció en las áreas de Bearwood y Smethwick cerca de Birmingham. Su padre, Cyril P.A. Perfect, era un violinista y profesor de música en la Escuela secundaria de San Felipe y en el Colegio San Pedro de la Educación situadas en el centro de Birmingham. Mientras que su madre, Beatrice E.M (de apellido de soltera, Reece), era una psíquico y médium. Cabe señalar que su abuelo se desempeñó como teclista en la Abadía de Westminster.
Desde los cuatro años de edad su padre la introdujo en el mundo de la música a través del piano, pero recién a los 11 descubrió su talento gracias a las clases de Philip Fisher, pianista y amigo de su hermano mayor John, que le enseñó las principales sinfonías de la música clásica. Sin embargo y a los 15 años cambió radicalmente su enfoque musical hacia el rock and roll, cuando su hermano trajo a su casa un libro de canciones del artista Fats Domino.
Años más tarde ingresó a estudiar escultura en una escuela de arte de Birmingham, con el objetivo de llegar a ser profesora en esa disciplina. Durante ese tiempo conoció a los músicos Stan Webb y Andy Silvester, quienes tocaban en una banda llamada Sounds of Blues y que al conocer su talento musical la invitaron a formar parte de la agrupación, cuya participación duró cinco años cuando se separaron. En dicha cantidad de años se graduó de la escuela, sin embargo y al ganar poco dinero con su título, trabajó como escaparatista de tiendas por departamento.

### Paso por Chicken Shack
En 1967 sus excompañeros Stan y Andy reformaron su proyecto anterior y crearon la banda de blues Chicken Shack. Luego de ello buscaron a Christine para que participara como teclista y corista, y lanzaron en 1968 el sencillo debut «It's Okay with my Baby» que fue escrita e interpretada por ella. En aquel año además debutaron con el disco 40 Blue Fingers, Freshly Packed and Ready to Serve, donde Christine recibió críticas positivas por su estilo al tocar el piano similar a Sonny Thompson y por su característica voz bluesera.
En febrero de 1969 publicaron O.K. Ken? y meses después el sencillo «I'd Rather Go Blind», canción interpretada por ella y que llegó hasta el puesto #14 en la lista de sencillos del Reino Unido. Tras su publicación Christine anunció su retiro de la banda, luego de contraer matrimonio con el bajista John McVie de Fleetwood Mac.

### Carrera con Fleetwood Mac
Desde su llegada a Chicken Shack, Christine tuvo contacto directo con Fleetwood Mac principalmente porque ambas bandas pertenecían al sello Blue Horizon y porque en ocasiones tocaban juntos por el Reino Unido. En 1968 Peter Green la invitó a tocar el piano en algunas canciones del segundo álbum Mr. Wonderful, donde además conoció al bajista y su futuro esposo John McVie. Durante ese mismo año trabajó en el lanzamiento de su primera producción como solista, que se llamó simplemente Christine Perfect y que se publicó en 1970 pero que a mediados de la década de los 80 fue relanzado con mayor éxito.
Tras contraer matrimonio con John McVie, adoptó su nombre artístico que hasta el día de hoy se le conoce y obtuvo un mayor acercamiento con la banda, participando en el disco Kiln House de 1970 como corista, teclista y diseñadora de la portada, pero solo se le acreditó como músico invitada. La banda acababa de perder al miembro fundador Peter Green, y sus componentes estaban nerviosos por salir de gira sin él. McVie había sido una gran admiradora de los Fleetwood Mac de la era de Peter Green, y como se sabía todas las letras de sus canciones, los acompañó. En 1971 y tras la salida de Jeremy Spencer, se convirtió en la tercera compositora de la banda tras Danny Kirwan y Bob Welch, siendo sus primeras composiciones los temas «Show Me a Smile» y «Morning Rain» incluidos en Future Games del mismo año.
En 1976 y durante una corta gira por los Estados Unidos tuvo un affaire con el director de iluminación de la banda, que inspiró la canción «You Make Loving Fun» incluida en Rumours de 1977, disco que además posee su mayor éxito musical con la agrupación, el tema «Don't Stop». A finales de la gira Rumours Tour se separó de John y al poco tiempo se divorciaron. Ya en la década de los ochenta lanzó un nuevo disco en solitario llamado Christine McVie, que generó el éxito «Got a Hold on Me» que llegó hasta el primer lugar en la lista estadounidense Hot Adult Contemporary Tracks.  En 1986 se casó nuevamente con el teclista Eddy Quintela, 12 años menor que ella, y que se convirtió en cocompositor de siguientes canciones como «Little Lies» incluido en el álbum Tango in the Night de 1988.
En 1990 publicaron Behind the Mask que recibió una gran variedad de críticas, tanto positivas como negativas. Para el final de su gira correspondiente decidió retirarse de la banda tras sufrir la muerte de su padre, sin embargo permaneció en ella ya que según sus palabras la mantenía «despierta». Cinco años después apareció en el mercado Time que logró pésimos resultados comerciales que encadenó a la separación del grupo en el mismo año. Dos años después, en 1997 J. McVie, Mick Fleetwood, Stevie Nicks, Lindsey Buckingham y ella se reunieron y lanzaron el álbum en vivo The Dance con un gran éxito comercial. En 1998 Fleetwood Mac fue inducido en el Salón de la Fama del Rock, donde tocaron algunos temas de Rumours, y es en ese mismo año que se retiró del grupo voluntariamente sin dar explicaciones públicas. En 2014 en una entrevista realizada por la revista Rolling Stone, confirmó que su salida se debió a una aerofobia (miedo a volar), que experimentó por aquel tiempo y que tuvo que ingresar a terapia para superarlo.

### El alejamiento de la escena musical
Tras su salida de Fleetwood Mac en 1998, viajó a su natal Inglaterra para estar cerca de su familia. Durante dos años seguidos no se supo nada de ella, hasta que en el 2000 apareció por primera vez al público cuando recibió el doctor honoris causa en el ámbito musical por parte de la Universidad de Greenwich. Posteriormente en 2003 volvió a aparecer en el último concierto por el Reino Unido de Fleetwood Mac en la gira Say You Will Tour, pero solo como una espectadora.
Para mediados de 2004 lanzó un nuevo disco en solitario llamado In the Meantime, que contó con la destacada participación de su sobrino, Dan Perfect, como guitarrista y corista. En el mismo año y en diversas entrevistas confirmó que no habría una gira promocional y que durante todo ese tiempo estuvo alejada de la música popular ya que solo escuchaba música clásica. En 2006 recibió la Medalla de oro al Mérito de los autores otorgada por la Academia Británica de compositores, escritores y autores, cuya ceremonia se celebró en el Hotel Savoy en Londres.

### Retorno a Fleetwood Mac

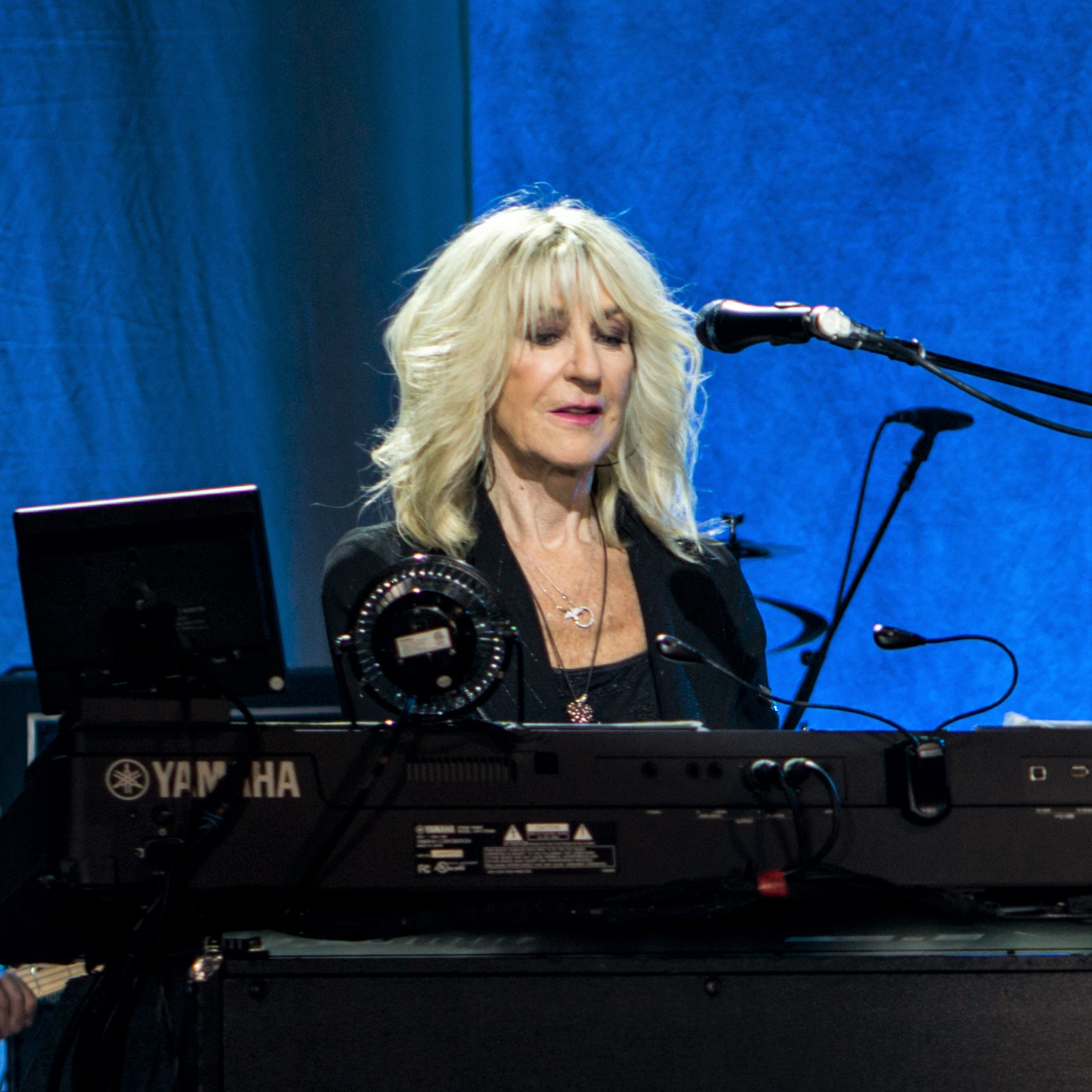
Christine McVie durante una presentación de Fleetwood Mac en Cleveland, Ohio (2017).

En 2013 apareció como artista invitada en la banda de Mick Fleetwood en una presentación en Maui, donde compartió escenario también con su exesposo John McVie, cuya aparición fue la primera en 15 años tras su alejamiento de Fleetwood Mac. Posteriormente en septiembre del mismo año fue invitada por sus excompañeros para tocar junto a ellos el tema «Don't Stop», que también se convirtió en la primera aparición con Fleetwood Mac desde 1998.
Finalmente y tras conversaciones privadas con el resto de la agrupación, el 13 de enero de 2014 se confirmó a través de diversos medios de comunicación que regresaba a la banda y que con ello grabarían un nuevo disco de estudio como su correspondiente gira mundial.

## Discografía
| - como miembro oficial - 1971: Future Games - 1972: Bare Trees - 1973: Penguin - 1973: Mystery to Me - 1974: Heroes Are Hard to Find - 1975: Fleetwood Mac - 1977: Rumours - 1979: Tusk - 1982: Mirage - 1987: Tango in the Night - 1990: Behind the Mask - 1995: Time | - 1968: 40 Blue Fingers, Freshly Packed and Ready to Serve - 1969: O.K. Ken - 1970: Christine Perfect - 1984: Christine McVie - 2004: In the Meantime |